# Alejandra Barros
Alejandra Barros del Campo (Ciudad de México, 11 de agosto de 1971) es una actriz mexicana.

## Biografía
Realizó estudios en Nueva York en The Lee Strasberg Theater Institute, ahí aprendió teatro; en la escuela Actor's Studio Film & T.V. School, cine y televisión, y en el Broadway Dance Center, tap y jazz.
En la Ciudad de México entró al Centro de Educación Artística de Televisa a estudiar la carrera de perfeccionamiento actoral.
Su primera oportunidad en telenovela fue en Huracán de 1997 producida por Alejandro Camacho y Rebecca Jones, donde interpretó a Rocío Medina.
En 2002 participó en la obra de teatro Malcolm y su lucha contra los eunucos, del director Alejandro Bichir, que se presentó en el festival de teatro de Málaga, España, y rodó el cortometraje ¿Te identificas?, del director Rafael Montero.[cita requerida]
En 2003 se integra a la producción de Salvador Mejía, Mariana de la noche, donde representa al personaje femenino principal de la historia.
En 2006 protagoniza la telenovela La verdad oculta, al lado de Eduardo Yáñez, Gabriel Soto y Galilea Montijo.
En 2007 es invitada a formar parte del elenco de Yo amo a Juan Querendón. El mismo año, participa en el episodio "El intercambio" de la serie 13 miedos. También participa en la película de comedia El viaje de la nonna.
En 2008 participa en un capítulo de la serie Mujeres asesinas titulado Jessica, tóxica donde interpreta a Jessica y en ese mismo año trabajó en la telenovela Alma de Hierro, donde interpretó a Mariana Camargo.
En 2010 y 2011 es llamada para ser una de las protagonistas de la telenovela Para volver a amar interpretando a Bárbara Mantilla. En 2011 obtuvo su primer Premio TVyNovelas por este papel a mejor actriz coestelar. Ese mismo año protagoniza junto a Eugenio Derbez y Martina García la película No eres tú, soy yo una comedia romántica que rompió récord de audiencia en México.
En 2011 y 2012 fue a Argentina para grabar la película Ahora la suerte es mía donde comparte créditos con los actores argentinos Raúl Márquez y Leonardo de Lozzane.
En 2012 incursionó como guionista en las series Cloroformo y Los héroes del norte; y en octubre de ese año se une a la obra de teatro Amor, dolor y lo que traía puesto al lado de Silvia Pinal, Diana Bracho, Susana Zabaleta y Mariana Treviño.
En 2013 se integra a la producción de Carlos Moreno Laguillo, Quiero amarte, como Juliana Montesinos Carmona.
En 2014 obtiene su primer papel antagónico en la producción de MaPat López de Zatarain, La sombra del pasado.
En 2015 vuelve a obtener un papel antagónico en la producción de Carlos Moreno Laguillo, A que no me dejas, interpretando a la obsesiva Julieta Olmedo y compartiendo créditos con Camila Sodi.

## Vida personal
Su vida privada ha sido bastante reservada, estuvo casada, tuvo un hijo llamado Luis Manuel y se divorció en 2003.

## Trayectoria

### Televisión
- Juegos de amor y poder (2025) - Mariana Avendaño[1]
- El precio de amarte  (2024) - Eduarda Saldívar de Ferreira[2]
- Nadie como tú (2023-2024) - Teresa Arreola Villaseñor de Madrigal[3]
- Vencer la ausencia (2022) - Celeste Machado[4]
- Los ricos también lloran (2022) - Daniela Montesinos[5]
- Buscando a Frida (2021) - Rafaela Pons[6]
- La Doña (2020) - Eleonora Rojas[7]
- Y mañana será otro día (2018) - Diana Alcántara Lazcano
- Hijas de la luna (2018) - Rosaura Nieto
- La rosa de Guadalupe (2017) - Cap.La hermana bastarda como Rebeca/María
- Mujeres de negro (2016) - Jacqueline Acosta Valente vda. de Rivera "Jackie"
- A que no me dejas (2015-2016) - Julieta Olmedo Rodríguez
- La sombra del pasado (2014-2015) - Candela Rivero de Mendoza[8]
- Quiero amarte (2013-2014) - Juliana Montesinos Carmona
- Para volver a amar (2010-2011) - Bárbara Mantilla de Espinosa
- Hasta que el dinero nos separe (2009-2010) - Alicia Ávila Del Villar
- Alma de hierro (2008-2009) - Mariana Camargo
- S.O.S.: Sexo y otros secretos (2008)
- Mujeres asesinas (2008) - Jessica Suárez "Jessica, tóxica"
- Yo amo a Juan Querendón (2007-2008) - Susana
- Amor sin maquillaje (2007)
- 13 Miedos (2007) - Cristina
- La verdad oculta (2006) - Alejandra Balmori Genovés
- Vibe (2005) - Conductora
- La esposa virgen (2005) - Cecilia
- La madrastra (2005) - Diana
- Mariana de la noche (2003-2004) - Mariana Montenegro Madrigal
- Clase 406 (2002-2003) - Adriana Pineda / Ángela Pineda
- Navidad sin fin (2001) - Ángela
- María Belén (2001) - Valeria Montaño de Sanz
- Atrévete a olvidarme (2001) - Olga Bocker
- Mujer casos de la vida real (2000-2003)
- Por un beso (2000-2001) - Thelma
- Locura de amor (2000) - Beatriz Sandoval
- Huracán (1997-1998) - Rocío Medina
- Confidente de secundaria (1996) - Laura

### Cine
- Cuando sea joven (2022) - Lucero
- Ni tuyo ni mia (2021) - Amanda
- Memoria de mis putas tristes (2011) - Florina de Dios[9]
- Viento en contra (2011) - Sofia Navarrete
- Seres: Génesis (2010) - Mariel
- No eres tú, soy yo (2010) - María
- Matinée (2009) - María
- Amar (2009) - Virginia
- Sultanes del Sur (2007) - Turista
- Mejor es que Gabriela no se muera (2007) - La protagonista
- El viaje de la nonna (2007) - Ana
- Matando Cabos (2004) - Líder Extraterrestre

### Como guionista
- Cloroformo (2012)
- Los héroes del norte (2012)

### Teatro
- Perfectos desconocidos (2020)
- Sylvia (2017)
- Amor, dolor y lo que traía puesto (2012) - Vanesa
- El año próximo a la misma hora (2009) - Doris
- Chicas católicas (2008)
- Closer (2007)
- Monólogos de la vagina (2006)
- En esta esquina (2005)
- Malcolm y su lucha contra los eunucos (2002)

## Premios y nominaciones

### Premios TVyNovelas
| Año  | Categoría                | Programa/Telenovela  | Resultado |
| ---- | ------------------------ | -------------------- | --------- |
| 2016 | Mejor actriz antagónica  | La Sombra del Pasado | Nominada  |
| 2011 | Mejor actriz coestelar   | Para volver a amar   | Ganadora  |
| 2009 | Mejor actriz coestelar   | Alma de hierro       | Nominada  |
| 2007 | Mejor actriz protagónica | La verdad oculta     | Nominada  |

### Premios Palmas de Oro 2004
| Categoría    | Telenovela          | Resultado |
| ------------ | ------------------- | --------- |
| Mejor Actriz | Mariana de la noche | Ganadora  |

### Premios A.P.T
| Año  | Categoría               | Obra de teatro                 | Resultado |
| ---- | ----------------------- | ------------------------------ | --------- |
| 2009 | Mejor pareja revelación | El próximo año a la misma hora | Ganadora  |

### Premios People en Español
| Año  | Categoría               | Telenovela         | Resultado |
| ---- | ----------------------- | ------------------ | --------- |
| 2011 | Mejor actriz secundaria | Para volver a amar | Ganadora  |